# Mobscene
Mobscene, właśc. wydany pod znakiem firmowym – jako „mOBSCENE” (z ang. obscene – obsceniczny) – inauguracyjny singel promujący album zespołu Marilyn Manson The Golden Age of Grotesque (2003).
Charakterystyczne, powtarzane partie tekstu „be obscene, be, be obscene...”, wykonywane przez żeński chórek, zostały zainspirowane skandowaniem cheerleaderek w utworze zespołu Faith No More pt. „Be Aggressive”.
Utwór zdobył nominację do nagrody Grammy w kategorii Best Metal Performance.

## Zawartość singla
1. „mOBSCENE”
2. „Tainted Love” (Re-Tainted Interpretation Version)
3. „mOBSCENE” (Sauerkraut Remix Version)
4. „Paranoiac”

Zawartość singla w USA
1. „mOBSCENE”
2. „Paranoiac”